# Fuzzy Zoeller
Frank Urban Zoeller Jr., detto Fuzzy (New Albany, 11 novembre 1951), è un golfista statunitense.
Zoeller è uno dei tre soli golfisti ad avere vinto il prestigioso The Masters al suo debutto nella competizione, nel 1979. Nel 1984 ha vinto gli U.S. Open di golf, che gli hanno fruttato nel 1985 il Bob Jones Award, il premio più prestigioso per un golfista statunitense.
Nel febbraio 2007 ha tentato di citare in giudizio Wikipedia per un paragrafo nella sua biografia giudicato diffamatorio; la corte ha respinto l'istanza, stabilendo che perseguibili fossero solo gli utenti che avevano inserito il paragrafo.